# Andrej Lukanov
Andrej Karlov Lukanov, bolgárul Андрей Карлов Луканов (Moszkva, 1938. szeptember 26. † Szófia, 1996. október 2.) bolgár kommunista politikus, Bulgária egykori miniszterelnöke, a Bolgár Kommunista Párt politikai bizottságának tagja, központi bizottságának titkára, később a Bolgár Szocialista Párt elnöke volt.

## Pályafutása
Tanulmányait a moszkvai Nemzetközi Kapcsolatok Intézetében (MGIMO) végezte 1963-ban, ugyanezen évben a Bolgár Kommunista Párt tagja lett. 1972-től a külkereskedelmi miniszter helyettese, 1973 és 1976 között külkereskedelmi miniszter. 1976 és 1986 között Bulgária Minisztertanácsának alelnöke, majd 1987-ig elnökhelyettese. 1987 és 1989 között a gazdasági külkapcsolatok minisztériumának élén állt. Az 1989-es rendszerváltás idején jelentős szerepe volt Todor Zsivkov kommunista pártvezér leváltásában. 1990 februárjától a Minisztertanács elnöke, 1990. november 15-től december 7-ig Bulgária miniszterelnöke. 1990 szeptemberében a Bolgár Szocialista Párt elnökévé választották. Pártelnöki tisztségéről 1991 augusztus 27-én lemondott, politikai tevékenységét azonban parlamenti képviselőként folytatta. 1992 július 9-én korrupció és közpénzek sikkasztásának vádjával vizsgálati fogságba helyezték, a vádemelés azonban elmaradt, így 1992. december 30-án szabadon engedték. 1996. október 2-án gyilkosság áldozata lett.

## Fordítás
Ez a szócikk részben vagy egészben a Andrei Lukanow című német Wikipédia-szócikk fordításán alapul.  Az eredeti cikk szerkesztőit annak laptörténete sorolja fel. Ez a jelzés csupán a megfogalmazás eredetét és a szerzői jogokat jelzi, nem szolgál a cikkben szereplő információk forrásmegjelöléseként.